# Шомузе
Шомузе (фр. Chaumousey) је насељено место у Француској у региону Лорена, у департману Вогези.
По подацима из 2011. године у општини је живело 871 становника, а густина насељености је износила 100,0 становника/km².

## Демографија
| 1962. | 1968. | 1975. | 1982. | 1990. | 2011. |
| ----- | ----- | ----- | ----- | ----- | ----- |
| 342   | 327   | 411   | 590   | 756   | 871   |